# Caffrocrambus szunyoghyi
Caffrocrambus szunyoghyi là một loài bướm đêm trong họ Crambidae.